# Gaius Octavius (quan bảo dân 216 TCN)
Gaius Octavius (h.đ. 216 TCN) là một sĩ quan quân đội La Mã vào khoảng thế kỷ thứ 3 TCN. Ông là con trai của hiệp sĩ Gaius Octavius và là cháu nội của quan tài vụ Gnaeus Octavius Rufus, đồng thời là cha của Gaius Octavius—một viên quan địa phương, ông nội của pháp quan Gaius Octavius và ông cố nội của hoàng đế La Mã Augustus (trị vì 27 TCN–CN 14). Khi Marcus Antonius tìm cách miệt thị Augustus, ông ta đã nói rằng Octavius là một người được thả tự do và là người làm dây thừng tại Thurii.
Trong Chiến tranh Punic lần thứ hai, Octavius với cương vị quan bảo dân quân đội tham chiến trận Cannae thảm khốc, trở thành một trong số ít người sống sót. Khi người Carthago tiến vào doanh trai La Mã, Octavius và đồng sự, quan bảo dân Sempronius Tuditanus, đã mở đường máu thoát ra ngoài an toàn về Canusium. Ông phụng sự cho pháp quan Lucius Aemilius Papus ở Sicily năm 205 TCN, nhưng không rõ sau đó ông có tham dự cuộc viễn chinh nào khác hay không.

## Cũng xem
- Octavia (gens)
- Gia phả nhà Octavii Rufi

## Phụ chú
1. 1 2  Smith 1870, p. 9
2. 1 2  Suetonius 121, 2.2